# Minor White (Fotograf)
Minor Martin White (* 9. Juli 1908 in Minneapolis, Minnesota; † 24. Juni 1976 in Boston, Massachusetts) war ein bekannter US-amerikanischer Fotograf, einflussreicher Lehrer, intellektueller und spiritueller „Guru“ einer ganzen Fotografengeneration, der insbesondere für die Verbreitung und konsequente Weiterentwicklung der symbolistischen Ästhetik seines Landsmannes Alfred Stieglitz (die von diesem so benannten „Equivalents“) sorgte.

## Leben
Minor Whites fotografisches Interesse entstand während seines Studiums der Botanik an der University of Minnesota, als er mikrofotografische Schwarz-Weiß-Pflanzenbilder anfertigte. Die abstrakte formale und emotionale Ausdruckskraft der ihres natürlichen Kontextes beraubten Pflanzen faszinierte ihn zusehends. Sie bildeten den Kern für seine spätere Arbeit mit der Kamera, die für ihn ein von der inneren Fantasie und Gefühlswelt des Fotografen gesteuertes Bild-Werkzeug ist und deren Aufgabe darin besteht, diese innere Welt in Objekten der realen, sichtbaren Welt („Äquivalente“) einzufangen und fotografisch zu symbolisieren.
Ab 1937 begann White professionell zu fotografieren. Zunächst arbeitete er für die Works Progress Administration (WPA) in Portland (Oregon). Während sich die meisten Fotografen, die für die WPA arbeiteten, überwiegend der Dokumentarfotografie widmeten, bevorzugte White eine eher persönliche Herangehensweise. Zahlreiche dieser Fotoarbeiten wurden 1941 in einer der ersten großen Fotoausstellungen des Museum of Modern Art gezeigt.
Während des Zweiten Weltkrieges diente White in der US Army. 1945 zog er nach New York, wo er sich mit den einflussreichen Fotografen Edward Steichen und Alfred Stieglitz anfreundete. Stieglitz brachte ihn dazu, einen eigenen, unverwechselbaren Stil zu entwickeln und machte ihn auf die ausdrucksvollen Möglichkeiten der Serienfotografie aufmerksam. In der Folgezeit arrangierte White seine Fotoarbeiten mit begleitenden Texten, um unterschiedliche Stimmungen, Emotionen und Assoziationen im Betrachter zu erzeugen. Dabei ging er über die Ausdrucksmöglichkeiten der konventionellen Stillfotografie hinaus. Von Stieglitz übernahm er außerdem das Konzept der „Equivalents“,  den Entsprechungen, in denen ein fotografisches Bild zugleich eine visuelle Metapher sein soll.
1946 zog White nach San Francisco, wo er mit Ansel Adams zusammenarbeitete, der ihn mit dem Zonensystem bekannt machte. Adams leitete zu diesem Zeitpunkt die neu eingerichtete fotografische Abteilung an der California School of Fine Arts, dem heutigen San Francisco Art Institute, gab die Lehrtätigkeit allerdings aus Zeitgründen auf und wählte White zu seinem Nachfolger. Zu dieser Zeit freundete sich White mit Edward Weston an, der ihn zu einer realistischen Bildsprache inspirierte. White setzte sich überdies mit spirituellen Inhalten in seiner Fotografie auseinander und übernahm dabei Gedanken der Zen-Philosophie, was seine Arbeiten um einen geheimnisvollen Aspekt bereicherte.
1952 ging White nach New York zurück, wo er Herausgeber der im selben Jahr gegründeten Fotozeitschrift Aperture wurde. White gab das Magazin bis 1975 heraus. Von 1953 bis 1957 war er zudem Herausgeber von Image, der Hauszeitschrift des George Eastman House in Rochester, New York, für das er als Kurator wirkte.
Ende der 1950er Jahre reiste White quer durch die Vereinigten Staaten. In den frühen 1960ern begann er mit der Farbfotografie zu experimentieren. 1965 ließ er sich in Cambridge, Massachusetts, nieder, wo er Professor für kreative Fotografie am Massachusetts Institute of Technology (M.I.T.) wurde. 1969 veröffentlichte er mit Mirrors, Messages, Manifestations, worin er sich der Serienaufnahme widmete, einen seiner bekanntesten Bildbände.
1978 erschien postum Minor White: Rites and Passages mit Auszügen aus Whites Tagebüchern und Briefen sowie einem biografischen Essay von James Baker Hall. Zu den bekanntesten bei White ausgebildeten Fotografen gehört Abe Frajndlich.

### Veröffentlichungen von und mit Minor White
- 1969: Mirrors Messages Manifestations. Neuauflage bei Aperture, New York 1989, ISBN 0-89381-334-6.
- 1974:  Photography in America. Herausgegeben von Robert Doty, Einleitung von Minor White; Ausstellungskatalog Whitney Museum of American Art, Random House, New York 1974, ISBN 0-394-49355-9.
- 1978: Minor White: Rites and Passages (Aperture Monograph) mit einem Essay von James Baker Hall; Neuauflage bei Aperture, New York 1997, ISBN 0-89381-490-3.

### Monografien
- Stephanie Comer, Jeff Gunderson, Deborah Klochko: The Moment of Seeing – Minor White at the California School of Fine Arts. Chronicle Books, ISBN 0-8118-5468-X.
- Nathan Lyons: Eye Mind Spirit – The Enduring Legacy of Minor White. Howard Greenberg Gallery, 2009, ISBN  978-0-9748863-0-5.